# Falkensteiner Vorwald

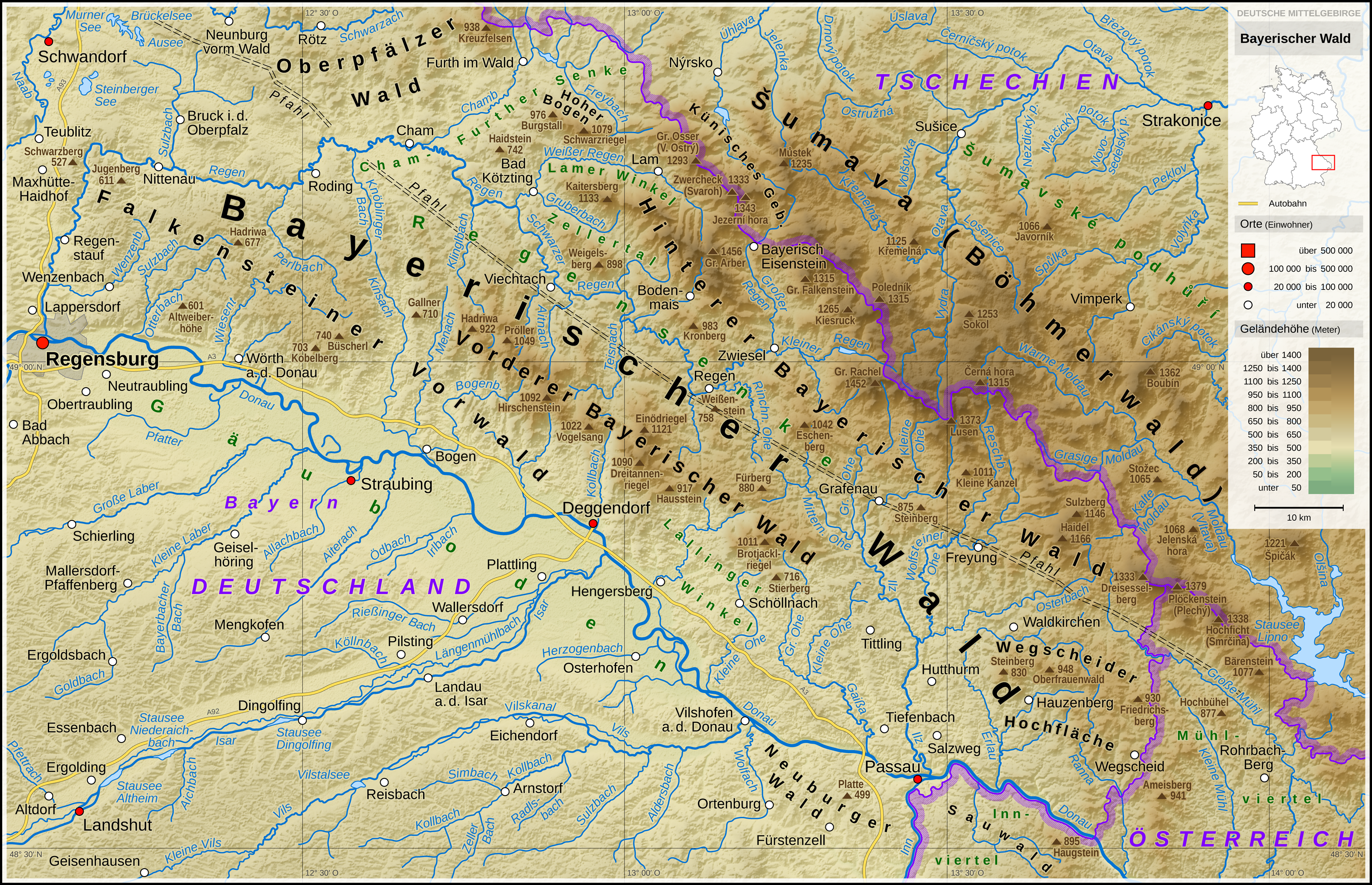
Topografie des Bayerischen Waldes

Mit Falkensteiner Vorwald wird der flachwelligere, westlichste Teil des Bayerischen Waldes im nördlichen Niederbayern und der südlichen Oberpfalz, Bayern, bezeichnet.

## Geographie

### Lage
Der Falkensteiner Vorwald mit dem namensgebenden Markt Falkenstein im Zentrum reicht im Süden bis unmittelbar vor die Donau mit Deggendorf im äußersten Südosten, Straubing etwas südlich und Regensburg unmittelbar südwestlich. Sein Westen und westlicher Norden reicht, je nach Gebiet, ungefähr bis zum Tal des Regen, im äußersten Nordwesten sogar deutlich darüber hinaus bis vor Maxhütte-Haidhof, bis Nittenau und im Norden bis vor Roding.
Er schließt sich unmittelbar westnordwestlich an den Vorderen Bayerischen Wald an. Südwestlich grenzt er an den Nordwesten der Regensenke, südöstlich an das Oberpfälzische Hügelland, östlich an die Mittlere Frankenalb und nördlich an den Dungau.

### Geomorphologie
Der Falkensteiner Vorwald hat ein unspektakuläres, buckeliges Relief. Von den wenigen die 700 m überschreitenden Bergen ist der Gallner (709 m) der spektakulärste. Er liegt unmittelbar westlich der Elisabethszeller Berge im Westen des Vorderen Bayerischen Waldes und ist noch von dessen Relief geprägt. Noch höher, aber deutlich weniger prominent sind eine namenlose Anhöhe nordwestlich von Zinzenzell mit 720 m und eine südöstlich von Wiesenfelden mit 740 m. Im donaunahen Süden, im  Waxenberger Forst, erreicht der Kobelberg (703 m) noch knapp diese Höhenschwelle.
Zwischen Roding und Wiesent wird der Falkensteiner Vorwald zentral durch eine nur leicht eingetiefte Senke geteilt, die dem südsüdwestlichen Lauf des Regen bei Roding folgt. Im Norden wird sie vom Perlbach und im Süden von der Wiesent genutzt. Westlich dieser Senke ist der Hadriwa mit 677 m die höchste Erhebung. Alle bislang genannten Berge bis auf den Gallner liegen rund um den namensgebenden Markt Falkenstein.
Der Westteil des Vorwaldes geht im Süden fließend und noch diesseits des Regen in die Juragesteine der Fränkischen Alb über; unmittelbar an der Gesteinsgrenze liegt Regenstauf. Unterhalb von Nittenau durchbricht der Regen eindrucksvoll den Vorwald in einem 90°-Knie und diversen kleineren Schleifen. „Hauptberg“ dieses im Relief bewegteren Landschaftsteils ist der Jugenberg (611 m) unmittelbar südwestlich Nittenaus, spektakulärer sind allerdings die Hänge des 564 m hohen Gailenbergs unmittelbar im Regenknie. Auf der rechten, westlichen Regenseite erreicht der Schwarzberg unmittelbar östlich von Maxhütte-Haidhof noch 538 m.
Im Norden des Westteils des Falkensteiner Vorwaldes findet sich noch ein zweites, etwas weniger markantes Regendurchbruchstal: Das Reichenbacher Regental beginnt unmittelbar am Regenknick unterhalb Rodings, durchzieht Walderbach und endet unmittelbar unterhalb Reichenbachs. Demgegenüber gehört der weiter gefasste Regentalabschnitt zwischen beiden Durchbrüchen von Treidling bis zur Kernstadt Nittenaus, ebenso wie das Rodinger Regental, zum angrenzenden Oberpfälzischen Hügelland, während der Talabschnitt bei Cham zur Cham-Further Senke gezählt wird.

### Naturräumliche Gliederung
Der Falkensteiner Vorwald wurde in den Arbeiten des Handbuchs der naturräumlichen Gliederung Deutschlands in den Jahren 1953 bis 1961 als sogenannte naturräumliche Haupteinheit der Großregion 3. Ordnung Oberpfälzisch-Bayerischer Wald definiert, beschrieben und begrenzt. Eine Verfeinerung der Gliederung fand auf den Einzelblättern 1:200.000 Blatt 174 Straubing (1967), Blatt 165/166 Cham (1973) und Blatt 164 Regensburg (1981) statt, wodurch sich folgende Unter-Naturräume ergeben:
- (zu 40 Oberpfälzisch-Bayerischer Wald)
  - 406 Falkensteiner Vorwald
    - 406.0 Deggendorfer Talbucht
    - 406.1 Metten-Bogenerer Randhöhen
      - 406.10 Kleinkuppenland von Berg
      - 406.11 Schwarzacher Randhügel
      - 406.12 Windberger Hochland
        - 406.121 Bogenberg-Hochland (432 m)
        - 406.122 Perasdorfer Hochland

      - 406.13 Bogenbachtal
      - 406.14 Mitterfelser Hochland (Gallner: 709 m)
      - 406.15 Further Mehnachbucht
      - 406.16 Kinsachtal

    - 406.2 Falkenfelser Land[5]
      - 406.20 Münster-Wörther Randhöhen (mit Falkenfels; Kobelberg: 703 m)
      - 406.21 Wiesenfeldener Hochfläche (mit Falkenstein; südöstlich Wiesenfeldens 740 m, nordwestlich Zinzenzells 720 m)
      - 406.22 Schönsteiner Riedelland
      - 406.23 Kalsinger Schollenland

    - 406.3 Wörther Bucht
    - 406.4 Höllbach-Perlbach-Senke
    - 406.5 Südwestlicher Falkensteiner Wald[6]
      - 406.50 Forstmühler Wald
      - 406.51 Süssenbacher Kuppenland (Hadriwa: 677 m)
      - 406.52 Donaustaufer Forst
      - 406.53 Donaustaufer Burgberg (424 m)
      - 406.54 Bräuberg – Walhalla-Berg (383 m und 409 m)
      - 406.55 Scheuchenberg (540 m)
      - 406.56 Reiflding-Wörther Graben und Otterbach-Forellenbachtal

    - 406.6 Reichenbacher Regental (mit Walderbach)
    - 406.7 Westlicher mittlerer Falkensteiner Vorwald
      - 406.70 Karlstein-Kürner Riedelgebiet
      - 406.71 Waldgebiet um St. Martin und Diepenried
      - 406.72 Innere Ausraumzone um Hauzendorf-Altenthann

    - 406.8 Nordwestlicher Falkensteiner Vorwald
      - 406.80 Zentraler Jugendbergbereich (nordwestlich von Grafenwinn, bis 611 m)
      - 406.81 Regendurchbruchstal im Falkensteiner Vorwald (unmittelbar unterhalb Nittenaus, bei Hirschling und Heilinghausen)
      - 406.82 Äußerer Jugendbergbereich (zwischen Ramspau und Fischbach) (bis 538 m)

    - 406.9 Wenzenbacher Bucht

## Hauptquellen
- Emil Meynen, Josef Schmithüsen (Herausgeber): Handbuch der naturräumlichen Gliederung Deutschlands. Bundesanstalt für Landeskunde, Remagen/Bad Godesberg 1953–1962 (9 Lieferungen in 8 Büchern, aktualisierte Karte 1:1.000.000 mit Haupteinheiten 1960).
- Dietrich-Jürgen Manske: Geographische Landesaufnahme: Die naturräumlichen Einheiten auf Blatt 164 Regensburg. Bundesanstalt für Landeskunde, Bad Godesberg 1981. → Online-Karte (PDF; 4,8 MB)
- Klaus Müller-Hohenstein: Geographische Landesaufnahme: Die naturräumlichen Einheiten auf Blatt 165/166 Cham. Bundesanstalt für Landeskunde, Bad Godesberg 1973. → Online-Karte (PDF; 4,4 MB)
- Willi Czajka, Hans-Jürgen Klink: Geographische Landesaufnahme: Die naturräumlichen Einheiten auf Blatt 174 Straubing. Bundesanstalt für Landeskunde, Bad Godesberg 1967. → Online-Karte (PDF; 4,3 MB)